# Carlo Orlandi
Pour les articles homonymes, voir Orlandi.

a Compétitions nationales et continentales officielles uniquement.

b Matchs officiels uniquement.
Dernière mise à jour le 5 mai 2023.
Carlo Orlandi, né le 1er novembre 1967 à Plaisance (Italie), est un ancien joueur de rugby à XV, qui a évolué au poste de talonneur (1,83 m pour 100 kg).

## Biographie
Carlo Orlandi a honoré sa première cape internationale le 19 décembre 1992 avec l'équipe d'Italie contre l'Écosse A, retenu par le sélectionneur Bertrand Fourcade.
Carlo Orlandi a connu 43 sélections. Il a formé une première ligne solide avec Massimo Cuttitta et Franco Properzi-Curti. Il a disputé un Tournoi, une Coupe du monde. En Italie, il a remporté une fois le titre suprême, le championnat d'Italie de rugby à XV avec l'Amatori Rugby Milan et le Benetton Trévise. Il a pu côtoyer à Milan des joueurs comme Diego Dominguez et David Campese. Il a joué le 22 mars 1997 contre l'équipe de France à Grenoble pour une victoire historique 40-32 contre une équipe qui vient de réaliser le Grand Chelem dans le Tournoi.
Par la suite, Carlo Orlandi devient entraîneur adjoint de l'équipe d'Italie responsable des avants. Il a intégré la direction technique, au sein du giron fédéral, s'occupant dans un premier temps en 2001 de l'équipe nationale des moins de 19 ans; en 2002 il dispute la Coupe du monde des moins de 21 ans avec l'équipe nationale. Finalement, de 2003 à 2012, il a la responsabilité technique des avants de l'équipe d'Italie de rugby à XV; il travaille avec les sélectionneurs successifs John Kirwan, Pierre Berbizier, Nick Mallett et Jacques Brunel.

## Clubs successifs
- Rugby Lyons 1985-1995
- Amatori Rugby Milan 1995-1998
- Rugby Rovigo 1998-2000
- Piacenza Rugby Club 2000-2001

## Sélection nationale
- 43 sélections avec l'Italie de 1992 à 2000.
- 20 points (4 essais)
- Sélections par année : 1 en 1992, 7 en 1993, 7 en 1994, 10 en 1995, 6 en 1996, 7 en 1997, 3 en 1998, 2 en 2000
- Tournoi des Six Nations disputé: 2000
- Coupe du monde disputée : 1995

## Palmarès
- Champion d'Europe: Coupe FIRA 1995-1997 (Italie)
- Champion d'Italie : 1995 (Milan)
- Coupe d'Italie: 1995 (Milan)